# Ihor Duć
Ihor Andrijowycz Duć, ukr. Ігор Андрійович Дуць (ur. 11 kwietnia 1994 w Niżankowicach, w obwodzie lwowskim) – ukraiński piłkarz występujący na pozycji obrońcy w ukraińskim klubie Ruch Lwów.

## Kariera klubowa
Wychowanek klubów FK Lwów i Szachtar Donieck, barwy których bronił w juniorskich mistrzostwach Ukrainy (DJuFL). Karierę piłkarską rozpoczął 11 września 2010 w drużynie juniorskiej Szachtara U-17, jednak nie rozegrał żadnego meczu w pierwszym składzie. 28 lipca 2015 roku został wypożyczony do Illicziwca Mariupol, a 1 lipca 2017 do Ruchu Winniki. 18 grudnia 2018 Ruch wykupił transfer piłkarza, a 23 sierpnia 2020 zadebiutował w Premier-lidze w przegranym 2:5 meczu z Worskłą Połtawa. 25 marca 2021 zasilił skład kazachskiego Okżetpesu Kokczetaw. 16 lutego 2022 przeszedł do FK Mynaj. 30 lipca 2022 został piłkarzem Karpat Lwów, w którym grał przez sezon. 6 sierpnia 2023 roku wrócił do lwowskiego Ruchu.

## Kariera reprezentacyjna
Występował w juniorskich i młodzieżowej reprezentacjach Ukrainy.

## Sukcesy
Illicziweć Mariupol
- mistrz Ukraińskiej Pierwszej Ligi: 2016/17

Ruch Lwów
- wicemistrz Ukraińskiej Pierwszej Ligi: 2019/20